# Tueur en série
« Serial killer » redirige ici. Pour le roman, voir Céréales killer.

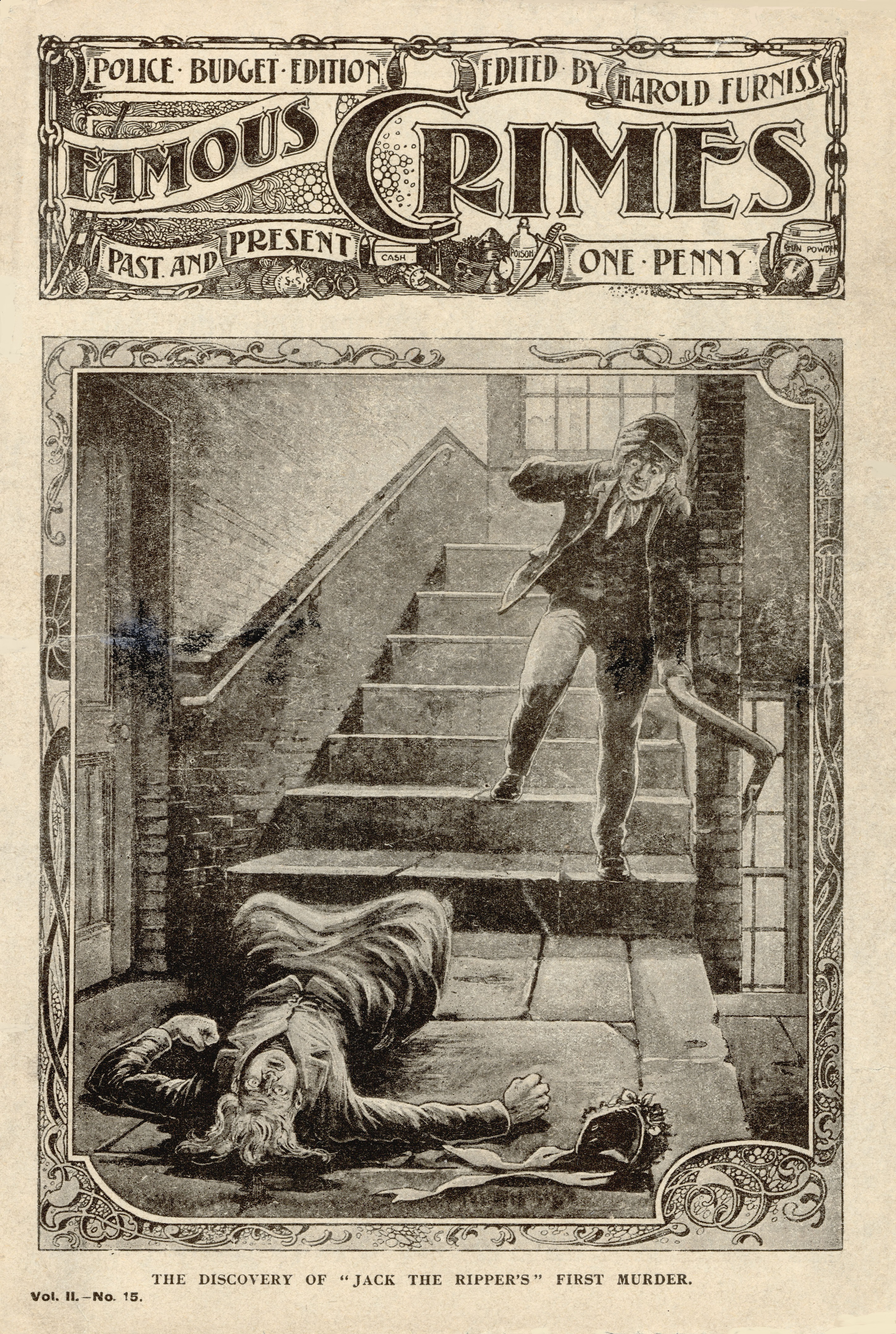
Représentation d'une victime de Jack l'Éventreur en couverture d'un penny dreadful publié en 1903.

Un tueur en série (appelé parfois, par anglicisme, serial killer [ˈsɪɹiəl ˈkɪlɚ]) est un criminel auteur d'homicides réitérés. Selon la définition la plus répandue, ce type de criminel a commis au moins trois meurtres séparés par un intervalle de quelques jours à plusieurs années. Dans de nombreux cas, il semble tirer un certain degré de plaisir du fait de tuer ses victimes, qui ne présentent le plus souvent aucun lien avec lui.
Le meurtrier de type « sériel » est généralement défini comme psychopathe ; il est considéré comme responsable pénalement. Dans de rares cas, il peut être diagnostiqué par l'expertise psychologique comme présentant un trouble psychotique et par conséquent pénalement irresponsable.

## Histoire
Des tueurs en série sont répertoriés dès le XVIIe siècle mais leur désignation date de 1932 (Serienmörder en allemand). Le terme anglais serial murderer apparaît en 1961, remplacé à partir des années 1970 par serial killer, traduit en français par « tueur en série ».

### Les premiers tueurs en série
S'il y a sans doute toujours eu des tueurs en série, le premier pour lequel existent des sources est l'auteur du meurtre d'au moins six prostituées en 1635 à Rome. Le premier tueur en série à défrayer la chronique internationale est Jack l'Éventreur, auteur d'au moins cinq meurtres de prostituées à Londres en 1888.

### Origine du terme
D'origine récente, la locution serial killer (« tueur en série ») s'est imposée progressivement aux États-Unis à compter des années 1970-1980 en tant que terme technique policier. Toutefois, les criminels qui tuent sans motif apparent ont toujours existé. À la fin du XIXe siècle, Krafft-Ebing les désignait comme des « monstres psychosexuels ».
Le professeur Alexandre Lacassagne évoque, à la même époque, la « monomanie homicide », une notion introduite par les aliénistes du XIXe siècle pour décrire une maladie mentale ne se manifestant que par le passage à l'acte criminel.
L'universitaire américain Philip Jenkins, qui a étudié les crimes répétés commis aux États-Unis entre 1900 et 1940, a identifié vingt-quatre criminels ayant commis au moins dix homicides sans mobile apparent. À l'époque, aucun d'entre eux n'avait été identifié comme tueur en série. Philip Jenkins fait alors ce constat : « Une société qui n'a pas l'expérience d'une telle notion a moins de chances de reconnaître le phénomène quand il survient, et donc tend à ignorer les liens existants entre les crimes d'un même individu ».
En 1932, le commissaire de police berlinois Ernst Gennat emploie le terme Serienmörder dans un entretien accordé à un journal et publié par le spécialiste de médecine légale Karl Berg (de) qui avait examiné l'assassin Peter Kürten.
Le terme de mass murder a également été employé dans un journal populaire dit aussi « News media » des années 1930 pour qualifier les crimes d'Albert Fish.
Le terme de « tueur en série », ainsi que son stéréotype, est une expression provenant directement de l'anglais serial killer créé par l'agent du FBI Robert Ressler de Quantico dans les années 1970,. Le terme de « tueur en série » a été prononcé lors du procès de Ted Bundy, l'un des tueurs les plus meurtriers que les États-Unis aient connus.
La désignation serial murderer (« tueur en série ») apparaît en 1961 dans le dictionnaire Third New International Dictionary. L'écrivain anglais John Brophy l'emploie souvent dans son livre The Meaning of Murder, sorti en 1966.
Le Centre d'analyse des crimes violents – National Center for the Analysis of Violent Crime (NCAVC) –, créé au sein du FBI, a coutume, depuis 1979, de distinguer quatre types de criminels, selon le nombre de victimes, le nombre de lieux et la chronologie des passages à l'acte répétés : le meurtrier de masse, le meurtrier compulsif, le meurtrier en série et – cas plus rare – le meurtrier en série de masse :
- le meurtrier de masse (mass murderer) tue au moins quatre personnes en un même endroit lors d'un même événement. Les victimes peuvent être des proches ou des inconnus ;
- le meurtrier compulsif ou orgiaque (spree killer) tue diverses personnes en des lieux différents mais dans un temps limité (quelques heures ou quelques jours) ;
- le tueur en série (serial killer) tue au moins trois personnes en des lieux et des temps différents (quelques mois ou quelques années) ;
- le tueur en série de masse commet au moins deux homicides simultanés, homicides réitérés lors d'au moins trois événements et en trois lieux différents. Ce type de criminel est rare.

Pour Holmes et Burger, est un tueur en série celui qui commet au moins trois homicides sur une période de plus de trente jours.
Un manuel d'investigation policière paru en 1988 est moins restrictif : « Le meurtre en série est une succession de deux meurtres ou plus, commis séparément, le plus souvent par un agresseur agissant seul. Les meurtres sont commis sur une période pouvant aller de plusieurs heures à plusieurs années ».
En 1991, Hickey classe les tueurs en série au regard du lieu qu'ils choisissent pour commettre le crime. Il distingue ainsi :
- le tueur d'un seul lieu (place specific murderer), qui tue toujours au même endroit, dans un lieu qui lui est connu (voisinage domiciliaire, professionnel) ;
- le tueur d'un territoire (local murderer), qui commet des homicides dans une même région ou un même État, dont il est généralement originaire ;
- le tueur itinérant (traveling murderer), qui sillonne les routes d'un pays, franchit des frontières, rendant difficiles les recherches des enquêteurs et les rapprochements.

## Caractéristiques d'un tueur en série
Un tueur en série se caractérise généralement par le fait qu'il n'existe aucun lien entre lui et sa victime. En d'autres termes, il ne connaît pas sa victime avant de la choisir, d'où une difficulté accentuée pour les enquêteurs à retrouver l'auteur des faits.
C'est pourquoi policiers et gendarmes vont avoir recours à la technique dite du « profilage » (ou « analyse criminelle et comportementale ») pour tenter de l'identifier. Ils étudieront notamment le mode opératoire utilisé pour commettre le crime. Cette analyse peut en effet leur permettre de réaliser des rapprochements entre différents homicides commis dans une même région et éventuellement imputables à un même individu. Une recherche plus approfondie en matière psychocriminologique peut amener les enquêteurs à identifier la « signature » du criminel, qui se distingue du mode opératoire en ce qu'elle est inconsciente.
Si ce type de criminel semble agir sans mobile apparent, une motivation profonde est pourtant à l'œuvre dans chacun des passages à l'acte. Psychiatres, psychologues et criminologues s'emploient donc à décrypter cette motivation. En effet, le tueur en série ne tue pas par idéologie (même s'il peut parfois sélectionner ses victimes sur des critères ethniques, religieux, sexuels ou autres), par fanatisme, et généralement pas non plus par appât du gain. Le moteur du tueur en série est fréquemment le sentiment de toute-puissance que lui procurent ses crimes, qui mêlent généralement le sexe et la mort. Il est vrai qu'une forte proportion de tueurs en série a subi des violences ou des agressions sexuelles durant l'enfance.
Dans une thèse présentée par la magistrate française Fiammetta Esposito (qui a fait l'objet d'un livre), un tueur en série se définit, indépendamment du nombre de victimes, par sa motivation intrinsèque, issue de fantasmes et par un passage à l'acte d'une extrême violence sexualisée. Autrement dit, un meurtrier pourrait être classé au nombre des tueurs en série dès son premier passage à l'acte, s'il est animé par une pulsion spécifique. Dans ce cas, son parcours criminel est interrompu, dès le premier meurtre, par l'arrestation, ou tout autre motif (maladie, décès…).
Au regard de cette définition les terroristes, les criminels de guerre, les tueurs de masse, les tueurs à la chaîne, les tueurs passionnels ou les tueurs à gages ne sont pas considérés comme étant des tueurs en série.

## Profil des tueurs en série
Les auteurs français Senninger, Hiegel et Kahn rendent compte de diverses statistiques : « Les femmes représentent entre 5 et 10 % de ces meurtriers. Le meurtrier en série agit généralement seul. Dans un quart à un tiers des cas, il a cependant un complice avec lequel il peut former une véritable équipe meurtrière itinérante et au long cours. Entre 73 et 84 % de ces criminels sont de type caucasien. Soixante pour cent d'entre eux avaient moins de trente ans lorsqu'ils ont commis leur premier crime […]. Un tiers des tueurs en série accomplissent un périple meurtrier, voyageant d'État en État pour commettre leurs forfaits […]. Deux tiers des tueurs en série sont dits « organisés » […], 90 % d'entre eux ont une famille pathogène ».
Un tueur en série ne se distingue pas au niveau physique et social. Il peut mener une vie sociale normale : par exemple, le tueur Dennis Rader (dit « BTK »), qui sévissait durant les années 1970 et qui s'est fait arrêter dans les années 2000, avait une femme et des enfants, avait travaillé dans une agence de sécurité avant de travailler dans une église. François Vérove, dit « le Grêlé », en est un exemple spectaculaire : après avoir commis nombre de meurtres et de viols dans les années 1980-90, ce gendarme très apprécié de ses collègues et de ses amis se marie, fonde une famille, a une vie sociale active et est même, sur une courte période, élu local, ne réveillant aucun soupçon jusqu'à son suicide accompagné d'une lettre d'aveux en 2021.
Il a été constaté qu'une forte proportion de tueurs en série a subi dans l'enfance des sévices sexuels, des violences physiques ou morales. Mais d'autres paramètres influent. Tous les enfants battus ou abusés ne deviennent cependant pas des tueurs en série.
Un tueur en série est souvent un psychopathe qui se caractérise par son manque d'empathie et son sadisme, par sa boulimie de meurtres, par le plaisir qu'il tire de ses actes et par un sentiment très fort de supériorité ; mais il existe des exceptions.
Dans certains cas plus rares, le tueur en série présente un profil psychotique.
Les enquêteurs américains du FBI opèrent une distinction approchante lorsqu'ils différencient le tueur organisé du tueur inorganisé. Ils tirent leur tableau comparatif des travaux du BSU (Behavioural Scient Unit), du CISCP (Centre international de Sciences criminelles de Paris) et du NCAVC (National Center for the Analysis of Violent Crime):
| Tueur organisé                                                                         | Tueur inorganisé                                                       |
| -------------------------------------------------------------------------------------- | ---------------------------------------------------------------------- |
| Quotient intellectuel élevé                                                            | Intelligence moyenne                                                   |
| Compétent socialement                                                                  | Socialement immature                                                   |
| Préférence pour un travail qualifié                                                    | Emploi peu qualifié - instabilité professionnelle                      |
| Sexuellement compétent                                                                 | Incompétent sexuellement                                               |
| Enfant unique ou aîné d'une famille                                                    | Parmi les enfants derniers-nés de la famille                           |
| Emploi stable du père                                                                  | Emploi instable du père                                                |
| Discipline inconsistante durant l'enfance                                              | Discipline parentale très dure durant l'enfance                        |
| Se contrôle durant le crime                                                            | Disposition anxieuse durant le crime                                   |
| Consommation d'alcool au moment du crime                                               | Consommation minime d'alcool au moment du crime                        |
| Une situation de stress (financier, conjugal ou relationnel) précipite l'acte criminel | Peu de stress                                                          |
| Vit avec un(e) partenaire                                                              | Vit seul                                                               |
| Mobile, avec véhicule en bon état                                                      | Vit et travaille près du lieu du crime                                 |
| Suit le crime dans les médias                                                          | S'intéresse peu aux médias                                             |
| Peut changer d'emploi ou quitter la ville                                              | Ne change quasiment rien à son mode de vie                             |
| Crime planifié                                                                         | Crime spontané                                                         |
| Victime inconnue, choisie selon un type spécifique                                     | Victime et/ou lieu connus                                              |
| Personnalise la victime                                                                | Dépersonnalise la victime                                              |
| Conversation maîtrisée avec la victime                                                 | Pas ou peu d'échange verbal avec la victime                            |
| Le lieu du crime reflète sa préparation                                                | Lieu du crime en grand désordre : beaucoup d'indices                   |
| Exige une victime soumise                                                              | Une violence soudaine et quasi immédiate est exercée envers la victime |
| Victime attachée                                                                       | Pas ou peu de liens utilisés sur la victime                            |
| Actes agressifs commis avant de donner la mort                                         | Actes sexuels post mortem                                              |
| Corps caché ou enterré                                                                 | Corps laissé en évidence                                               |
| Pas d'arme ni de preuves sur les lieux                                                 | Preuves et arme laissées sur place                                     |
| Transporte le corps de sa victime                                                      | Corps laissé sur place                                                 |

Le docteur Michel Bénézech s'est inspiré de ce tableau pour établir un parallèle entre le criminel psychopathe et le criminel psychotique. Tout comme le FBI, ce psychiatre français a pris en considération la biographie du tueur, son comportement social ainsi que son mode opératoire.
| Criminel psychopathe                                              | Criminel psychotique                                                              |
| ----------------------------------------------------------------- | --------------------------------------------------------------------------------- |
| Père absent, délinquant ou violent                                | Mère pathologique                                                                 |
| Antécédents pénaux fréquents                                      | Antécédents pénaux rares                                                          |
| Antécédents psychiatriques rares                                  | Antécédents psychiatriques                                                        |
| Usage d'alcool et/ou de stupéfiants                               | Chimiothérapie psychotrope insuffisante ou arrêtée                                |
| Vit en compagnie                                                  | Vit seul ou avec ses parents                                                      |
| Sociable superficiellement                                        | Solitaire                                                                         |
| Voyage beaucoup parfois                                           | Voyage peu                                                                        |
| Antécédents personnels de violences physiques                     | Comportement dangereux annonciateur du crime                                      |
| Préméditation possible                                            | Pas de préméditation (sauf pour les paranoïaques)                                 |
| Victime connue ou de rencontre                                    | Victime connue ou de proximité                                                    |
| Complice parfois                                                  | Agit toujours seul                                                                |
| Long dialogue possible avec la victime                            | Peu de dialogue avec la victime                                                   |
| Tortures ante mortem possibles                                    | Pas de tortures préliminaires                                                     |
| Utilise l'arme ou le moyen qu'il porte ou qu'il garde             | Utilise l'arme qui lui tombe sous la main                                         |
| Maîtrise possible de la victime                                   | Passage à l'acte désorganisé et très violent (énucléation ou castration possible) |
| Sadisme sexuel possible                                           | Acte sexuel sadique possible                                                      |
| Alcoolisation au moment du crime                                  | Angoisse majeure pendant le crime                                                 |
| Absence de productions mentales pathologiques                     | Syndrome hallucinatoire, délirant et/ou dépressif                                 |
| Dissimule parfois le cadavre de la victime                        | Abandonne le cadavre sans précaution                                              |
| Quitte les lieux du crime                                         | Prostration parfois près du cadavre de sa victime                                 |
| Suicide rare après le crime                                       | Suicide fréquent après le crime                                                   |
| Cherche à échapper à la police                                    | Se dénonce ou se laisse arrêter sans résistance                                   |
| Multiplicité possible des victimes pendant des mois ou des années | Multiplicité possible des victimes dans un court laps de temps                    |
| Responsable pénalement                                            | Irresponsable pénalement                                                          |

## Du profil au profilage
Chaque tueur en série possède des particularités qui peuvent permettre de l'identifier. L'étude des crimes que l'on soupçonne être l'« œuvre » d'un tueur en série est le domaine du profilage criminel ou, selon la terminologie choisie par le Ministère de la Justice, l'« analyse criminelle et comportementale », qui vise à dresser un portrait psychologique du meurtrier.
L'analyse criminelle et comportementale consiste à emprunter le prisme de la criminologie, de la psychiatrie, de la psychologie, de la psychanalyse, de la sociologie, de l'anthropologie et à mettre en œuvre l'interaction logique de ces disciplines afin de dresser la silhouette – interne et externe – du criminel.
Les policiers du FBI eurent ainsi l'idée, à partir des éléments d'enquête, et notamment du descriptif de la scène du crime, du profil de la victime, du résultat de l'autopsie, de dresser la personnalité du tueur en série concerné. Dans les années 1970, ils rendirent visite, en milieu pénitentiaire, à une trentaine de serial killers définitivement condamnés afin de recueillir leur témoignage : biographie, nécessité impérieuse du passage à l'acte, ressenti au moment du meurtre, etc. Les résultats de leur enquête ont été publiés sous le titre Sexual Homicide : Patterns and Motives.
Au nombre des outils d'analyse, les policiers américains ont ainsi pu mettre en exergue, pour chaque criminel, un mode opératoire et une signature. Le mode opératoire et la signature des tueurs sont deux éléments distincts. Le mode opératoire est la méthode utilisée par le tueur pour attaquer ses victimes, sa façon de les choisir et de les aborder. La signature (personation, selon la terminologie du FBI) est un acte compulsif, quelque chose que le tueur ne peut s'empêcher de faire et qui est inconscient.
Le psychiatre Michel Bénézech, se référant aux études américaines de Gerberth et Ressler, décrit la signature comme « un acte ritualisé et répétitif, sans relation avec le moyen de donner la mort, qu'accomplit un meurtrier sexuel en série sur chaque scène de ses crimes. La signature caractérise un agresseur pour qui elle a une signification psychopathologique intime connue de lui seul, signe individuel en relation avec les processus mentaux (fantasmes déviants) et émotionnels (haine, colère, hostilité) qui sous-tendent ses motivations et son comportement homicide. Il s'agit donc d'un élément non nécessaire à la réalisation pratique du crime mais indispensable à sa réussite psychologique ».
À la différence du modus operandi, qui peut être modifié par le meurtrier en série, pour des raisons de commodité ou pour brouiller les pistes des enquêteurs, la signature, elle, est toujours la même. Un tueur en série qui voudrait en changer ne le pourrait vraisemblablement pas, faute d'en identifier clairement les manifestations extérieures.
À titre d'exemple, Guy Georges, surnommé dans les années 1990 le « tueur de l'Est parisien », utilise, au cours des premières années de son périple criminel, un mode opératoire qu'il a dû modifier. Alors qu'entre 1991 et 1994, il agresse les femmes durant la nuit dans les parkings ou sous-sols parisiens, son action est un jour interrompue par un résident venant stationner son véhicule, un imprévu qui met le criminel en fuite. À partir de ce moment, Guy Georges se met à agresser les femmes à leur domicile, en les suivant dans les escaliers jusqu'à leur perron.
Le mode opératoire peut être similaire à d'autres meurtres, mais la signature est généralement unique, sauf dans le cas des copycat ou imitateurs, qui reproduisent les crimes d'autres assassins en série et dans le cas des snipers en série – en anglais serial sniper –, dont la scène de crime ne montre aucun rituel (exemple : John Allen Muhammad et Lee Boyd Malvo).

## Mobile du tueur en série
Les tueurs en série ont une forte individualité, et chaque cas est particulier. Certains éléments, cependant, peuvent caractériser leurs crimes. Les crimes commis par les tueurs en série peuvent posséder une ou plusieurs des caractéristiques suivantes :
- certains tueurs en série procèdent avec méthode et cherchent à contrôler le déroulement du crime, et c'est la maîtrise de la situation qui provoque alors leur exaltation ;
- d'autres tentent de réaliser un fantasme au travers de leur crime, ce qui est souvent compatible avec l'aspect de maîtrise précédent – certains crimes ont des motivations sexuelles, d'autres non ;
- quelques rares cas, comme Henri Désiré Landru, intègrent à leurs crimes une composante liée à l'appât du gain ;
- comme il a été dit précédemment, une minorité est atteinte de troubles mentaux tels que la schizophrénie, et certains cas rares de tueurs en séries sont des psychotiques compulsifs, qui tuent de façon impulsive, désorganisée, mais dont les crimes peuvent s'étaler sur une longue période de temps, ce qui les distingue des spree killers qui, eux, réalisent généralement leurs crimes dans un très court espace de temps.

Le tueur en série imprime généralement au meurtre commis une connotation sexuelle plus ou moins apparente[pas clair]. Pourtant, psychologues et criminologues s'accordent à dire que se borner à considérer ces agissements comme constitutifs de crimes sexuels sui generis serait réducteur : « Il est vrai que l'on retrouve, dans l'enfance et l'adolescence des tueurs en série, une vie fantasmagorique très développée. La prise en compte de ces fantasmes érotiques et sexuels est d'une importance fondamentale car ils portent en germe le futur passage à l'acte. Dans ce contexte onirique, le futur criminel maîtrise le scénario et peut le modifier à sa guise, associant toujours acte sexuel et agressivité destructrice. ».
Gianluigi Ponti et Ugo Fornari, deux psychiatres italiens, considèrent que la motivation des meurtriers en série est à rechercher dans l'association destructive et sadique du sexe et de la mort. Ce qui caractériserait alors les serial killers serait le meurtre commis « pour le sexe ou en faisant du sexe ».
De la même manière, Michèle Agrapart-Delmas y voit un dualisme « agressivité-pulsion de mort/sexualité-pulsion de vie ».
Pour Lygia Négrier-Dormont, « ce qui motive ce type de tueur dépasse ses besoins de sexualité perverse. Il est mû par un désir exacerbé narcissique (d'auto-admiration) d'exercer un pouvoir extrême de vie et de mort, semblable aux pouvoirs des Forces Supérieures (Dieu, Nature) ».
Daniel Zagury, enfin, voit dans le meurtre commis par un tueur en série « la nécessité d'une économie psychique en perdition, s'accordant un sursis par la mise à mort de l'autre ». Pour ce psychiatre – qui a réalisé de nombreuses expertises de tueurs en série français à la demande de la justice – ces meurtres sont dits « gratuits » par raccourci et facilité de langage. En réalité, ils ne sont pas gratuits : « leur gain concerne de façon effrayante l'économie psychique menacée ».
D'une manière plus générale, les motivations des tueurs de type sériel sont à rechercher dans les replis de leur psychisme pathologique. Leurs déclarations ultérieures, devant les juridictions de jugement – et relatant l'instant du passage à l'acte – constitueront, pour les praticiens (officiers de police judiciaire, magistrats, avocats et psychiatres), une mine de renseignements au service de l'analyse criminelle et comportementale :
- Joseph Vacher : « À chaque fois, je suis pris d'une espèce de fièvre, d'un tremblement nerveux, je ne veux pas tuer, ni violer, mais il faut que je le fasse. » ;
- Francis Heaulme : « À l'époque, j'étais malade. J'avais des crises. Je sentais ça monter en moi […]. Mes veines gonflent et je deviens raide. Je vois rouge. J'ai le goût du sang dans la bouche. » ;
- Patrice Alègre : « Je ne peux pas expliquer pourquoi j'ai tué Valérie. Je regrette sa mort mais je ne peux pas expliquer ce qui m'a poussé. Si je pouvais l'expliquer, je n'aurais pas recommencé […]. En fait, entre les moments où je dégoupille complètement, j'ai des passages où j'ai le comportement d'une personne normale. » ;
- Guy Georges : « Quand je frappais, j'étais dans un état que je n'explique pas. J'ai conscience sans être conscient. Dans ces moments-là, je n'ai aucune pitié. » ;
- Jacques Plumain : « Je ne sais pas pourquoi j'ai fait cela, je n'étais pas moi-même. Je ne crois pas avoir éprouvé une pulsion sexuelle à son égard. ».

## Enquête et recours aux fichiers informatisés
En France, depuis le début du XXIe siècle, deux fichiers d'analyse sérielle pouvaient permettre d'espérer repérer un lien de sérialité, distinguant l'acte unique du crime en série : le SALVAC (Système d'analyse des liens de la violence associée aux crimes) pour la police, et l'ANACRIM (logiciel d'Analyse criminelle) pour la gendarmerie.
Aujourd'hui, tant les policiers que les gendarmes ont recours au seul fichier SALVAC. La France a mis en place ce système au début de l'année 2003 et créé un centre SALVAC au sein de l'O.C.R.V.P. (Office central de la répression des violences aux personnes), situé à Nanterre.
SALVAC est une base de données permettant d'effectuer des rapprochements et des recoupements en matière criminelle et de mettre en évidence, le cas échéant, une sérialité.
Confrontés à certains faits non élucidés, les enquêteurs se doivent désormais de remplir un questionnaire très complet, les interrogeant sur cent soixante-huit points, et de le faire parvenir au centre SALVAC. Les procédures pour lesquelles le questionnaire SALVAC est rempli sont les suivantes :
- homicides et tentatives d'homicide dont l'auteur est inconnu ;
- homicides et tentatives d'homicide dont l'auteur est connu, présentant un caractère sériel et/ou sexuel ;
- découvertes de cadavres non identifiés laissant présumer la commission d'un crime ou d'un délit ;
- disparitions inquiétantes de personnes, mineures ou majeures, avec cause criminelle supposée ;
- viols et tentatives de viol (excepté les affaires intrafamiliales) ;
- agressions sexuelles ;
- enlèvements et tentatives d'enlèvement.

Le questionnaire interroge les enquêteurs sur la victime (caractéristiques physiques, style de vie…), l'agresseur (apparence au moment des faits, habitudes…), la scène de crime, les véhicules éventuellement utilisés, le mode opératoire, les informations post mortem (compte-rendu d'autopsie), ou encore l'arme du crime.
Au cours des dernières années, la justice française s'est dotée d'autres fichiers, qui constituent autant d'outils pour faciliter l'enquête, notamment en matière de criminalité sérielle :
- Le FNAEG[32] (Fichier national automatisé des empreintes génétiques) gère les empreintes génétiques utiles à la résolution d'enquêtes visant les criminels, les délinquants. Il collecte également les empreintes ADN non identifiées, prélevées sur les lieux des crimes.
- Le F.A.E.D.[33] (Fichier automatisé des empreintes digitales) sert à la recherche et à l'identification des auteurs de crimes ou délits au moyen de la dactyloscopie, et répertorie les empreintes digitales des personnes mises en cause dans une procédure pénale ou condamnées à une peine privative de liberté.
- Le F.I.J.A.I.S.[34] (Fichier automatisé des auteurs d'infractions sexuelles ou violentes) permet de ficher non seulement les auteurs de crimes et délits sexuels, mais également ceux qui se sont rendus coupables d'homicide avec torture, actes de barbarie ou en récidive. Créé par la loi no 2004-204 portant adaptation de la justice aux évolutions de la criminalité, il était initialement consacré aux seuls auteurs d'infractions sexuelles. La loi no 2005-1549 du 12 décembre 2005 relative au traitement de la récidive des infractions pénales a permis d'étendre le champ d'application du F.I.J.A.I.S. aux crimes les plus graves d'atteinte aux personnes. La personne inscrite au F.I.J.A.I.S. a pour obligation, après sa libération, de justifier de son domicile tous les six mois ou un an, selon qu'elle a commis un crime ou un délit, faute de quoi elle est immédiatement recherchée.

## Tueur en série et peur sociale
Dans la société contemporaine, le crime de type sériel peut susciter une peur spécifique. Pour certains auteurs, cette inquiétude est paradoxale :

« Statistiquement, il y a plus de probabilités de mourir sur la route ou d'être assassiné par l'un de ses proches que d'être tué par un inconnu au coin d'une rue. La peur engendrée par les tueurs en série pourrait paraître démesurée si l'on considère que ce type de criminalité est assez rare. Mais le crime gratuit provoque un sentiment irrationnel de terreur : chacun se sent menacé. Que le tueur frappe ses victimes au hasard est l'un des aspects les plus terrifiants de ces meurtres. »

Pourtant, le psychiatre Daniel Zagury considère que « la monstruosité de leurs actes demeure tragiquement et pitoyablement humaine. »
Si le tueur de type sériel fait peur lorsqu'il est en liberté, il fait encore peur après son interpellation et sa condamnation car se pose alors la problématique de sa dangerosité future, lorsqu'il aura fini d'exécuter sa peine. Les psychiatres constatent qu'au cours de ces quinze dernières années, les attentes de la justice vis-à-vis de l'expert psychiatre ont évolué : « De nombreux magistrats, juges d'instruction comme présidents d'assises insistent sur le fait que leur attente dépasse la simple démarche psychiatrique de recherche clinique d'une pathologie psychiatrique pouvant permettre de discuter une abolition ou une altération du discernement. Ils attendent une analyse psychopathologique permettant d'éclairer le passage à l'acte criminel et, de plus en plus fréquemment, des éléments permettant d'évaluer la dangerosité ».
Si les psychiatres sont à même d'évaluer la dangerosité psychiatrique d'un criminel, ils considèrent que l'évaluation de sa dangerosité criminologique est très incertaine. Au demeurant, la définition même de la dangerosité est très floue. En juillet 2005, le rapport de la commission Santé-Justice évoquait la variabilité de cette notion. Les rapporteurs reprenaient finalement la définition donnée en 1953 par Christian Debuyst lors du cours international de criminologie de Paris : « La dangerosité peut se définir comme un phénomène psychosocial caractérisé par les indices révélateurs de la grande probabilité de commettre une infraction contre les personnes ou les biens ».
En 1981, Michel Foucault s'inquiète de la dérive sécuritaire que cette notion de dangerosité peut entraîner :

« En mettant de plus en plus en avant, non seulement le criminel comme sujet de l'acte mais aussi l'individu dangereux comme virtualité d'actes, est-ce qu'on ne donne pas à la société des droits sur l'individu à partir de ce qu'il est […] par nature, selon sa constitution, selon ses traits caractériels ou ses variables pathologiques ? […] Peut-être pressent-on ce qu'il y aurait de redoutable à autoriser le droit à intervenir sur les individus en raison de ce qu'ils sont : une terrible société pourrait sortir de là. »

## Stéréotype dans la culture populaire
D'anciennes chansons remontant au XVIe siècle ou des contes populaires peuvent avoir un lien avec l'existence de tels actes dans les sociétés traditionnelles européennes. La population aurait eu connaissance de ce type de faits extraordinaires mais se trouvait dans l'impossibilité d'en référer aux autorités laïques ou ecclésiastiques. L'histoire des mentalités ne permet cependant pas d'assimiler totalement l'ogre des contes au tueur en série contemporain. Voir Gilles de Rais.
La criminalité sérielle exerce parfois sur les observateurs un indéniable pouvoir de fascination/répulsion que certains experts ont tenté d'analyser. Lors d'une intervention publique à Rouen, en octobre 2004 sur le thème « Crime et fascination », la psychiatre Magali Bodon-Bruzel estime que l'observateur, saisi par l'horreur du crime, prend la mesure de sa propre capacité monstrueuse. La répulsion naîtrait alors de la force à employer pour ne pas être « aspiré par l'extraordinaire du crime ». Lors de la même intervention, le psychologue-clinicien André Ciavaldini déclare à l'assemblée : « Ce qui a été refoulé de notre psyché fait lien avec le crime. C'est le monde auquel nous avons échappé. C'est un ticket pour 'anxiété-primitive-park'. Le criminel nous donne à voir en négatif le chemin parcouru pour être dans cette salle aujourd'hui : nous avons domestiqué nos pulsions. Mais en est-on bien sûr ? ».
Quoi qu'il en soit, cet attrait pour le crime sériel a amené les scénaristes de cinéma à reprendre les figures du tueur en série dans toute une gamme de films d'horreur, de policiers, de slasher movies et de thrillers. Le stéréotype du tueur qui déchaîne la violence dans la société civilisée est cependant plus une évocation du berserker sanglant et sanguinaire imbu de violence sans limites, que des tueurs en série de la vie réelle.
Ces personnages fournissent facilement le « méchant » de base – comme pourrait très bien le faire le machiavélique « génie du mal » – parce que leur protagonisme justifie l'action violente de la part du héros, de manière à retourner à un espace public pacifié, une fois que la rédemption par leur élimination a eu lieu.
Les berserkers sont donc des figures obligées du cinéma d'action violent : ils ramènent à la perception de la lutte non négociable civilisé/barbare.
Il y a un autre stéréotype de tueur en série : celui qui planifie ses meurtres avec grande intelligence et en les signant de manière très ésotérique. Il s'oppose au tueur barbare du fait qu'il ne va pas tuer spontanément sur son passage, et c'est sa traque qui fait l'objet de l'histoire, la confrontation directe étant secondaire. On peut citer à ce titre le psychopathe intelligent du film Le Silence des agneaux, ou encore l'assassin méticuleux de la série Dexter.
Il existe néanmoins des films qui échappent aux stéréotypes cinématographiques, en montrant de façon plus froide et objective le quotidien et les faits à l'état brut de meurtriers désœuvrés. C'est le cas du film Henry, portrait d'un serial killer, mettant en scène un tueur qui n'a aucun lien avec ses victimes ou presque, qui agit manifestement sans but ni idéologie et dont on sait uniquement qu'il a eu une enfance difficile.

## Mode opératoire selon le genre
Une équipe de chercheurs s'est penchée sur les différences de modus operandi entre tueurs en série selon leur genre sexuel. Ils mettent en avant les « tendances ancestrales » psychologique et sociales pour décrire ces différences. Selon eux, le tueur en série mâle (TSM) agirait sur un modèle de « chasseur » alors que la tueuse en série féminine (TSF) suivrait un modèle de « cueilleuse », se basant sur un modèle de division du travail ancestrale où les hommes chassent les proies et les femmes cueillent les plantes et les fruits. Cette théorie expliquerait la tendance des TSM à choisir des victimes qu’ils ne connaissent pas et qu’ils vont poursuivre, éventuellement sur de longues distances alors que les TSF préfèrent « cueillir » des victimes qu’elles connaissent tout en restant à la même place pour commettre leurs crimes.
Les TSM agiraient donc sur un mode de prédateur, suivant leurs victimes à la trace et utilisant l’effet de surprise ainsi que des armes pour parvenir à leurs fins. Leurs victimes sont souvent torturées ou violemment exécutées ; le mâle en retirerait du plaisir et aurait tendance à garder des « trophées », par exemple des effets personnels de la victime. Les TSF, quant à elles, ont tendance à tuer de manière plus « silencieuse », avec peu de violence additionnelle. Lorsque les TSF commettent un crime particulièrement violent, elles ont tendance à le faire d’une manière plus organisée. Leurs victimes sont souvent des enfants et généralement des personnes qui ne peuvent pas se défendre.
Les femmes seraient le plus souvent motivées par le gain financier et les hommes par la gratification sexuelle.

### Dans la fiction
- (en) Hank Wagner, « The Serial Killer », dans S.T. Joshi (dir.), Icons of Horror and the Supernatural : An Encyclopedia of Our Worst Nightmares, vol. 2, Westport (Connecticut)/ Londres, Greenwood Press, 2007, 796 p. (ISBN 978-0-313-33780-2 et 0-313-33782-9), p. 473-506.

### Vidéo
- « La mort en blouse blanche », Zone d'ombre, Radio télévision suisse,‎ 5 février 2014 (lire en ligne) Ange de la mort : « Le 28 juin 2001, un infirmier de 32 ans est arrêté par la police dans un home pour personnes âgées à Lucerne. Le soir même, il avoue le meurtre de 5 patientes de l’établissement. La police ne se doute pas encore qu’elle a mis la main sur le plus grand tueur en série que la Suisse ait connu. » Durée : 58 min 39 s.
- Chaîne YouTube consacrée aux tueurs en série